# 宮西計三
宮西 計三（みやにし けいぞう、1956年1月23日 - ）は、日本の漫画家、イラストレーター、ミュージシャン。大阪府大阪市生まれ、奈良県生駒市で育つ。

## 来歴
1971年、15歳の時に、2年間との期限付きで 真崎守のアシスタントになる。17歳の春、アシスタント卒業後に仕上げた作品を丁度復刊したCOMに応募し新人賞に入選するが、その号限りで再び休刊になったため掲載されなかった。その後、1974年に徳間書店の「コミック＆コミック」という雑誌に作品を発表（デビュー作は「雲の彼方へ　デルセウス」）するも休刊、「アサヒ芸能」「小説宝石」等の挿絵描きを経て、20歳過ぎからエロ劇画誌に作品を発表するようになる。その後、その精緻な描線と描き込み等、徹底的な絵へのこだわりが注目を集め、ニューウェーブコミック誌他に活動の場を広げた。
onna（宮西計三バンド）というインディーズバンドのリーダーでもある。
いしかわじゅんのアシスタントをしたこともある。

## 単行本リスト
- ピッピュ（ブロンズ社、1979年）
- 笑みぬ花（弘済堂出版、1980年）
- 薔薇の小部屋に百合の寝台（久保書店、1981年）
- 金色の花嫁（けいせい出版、1982年）
- 少年時代（けいせい出版、1984年）
- 頭上に花をいただく物語（東京デカド社、1988年）
- 頭上に花をいただく物語（フロッグ、1989年）
- リリカ（ペヨトル工房、1994年）
- エステル（ペヨトル工房、1997年）
- マイラ－蒼い蝙蝠の顛末記（ベヨトル工房、1999年）＊CDブック
- バルザムとエーテル－無信仰（河出書房出版社、2000年）

## 音楽作品
- Onna（Cupid & Psyche Records、1983年）＊Onna名義、7inch EP
- Eros・Onnaの世界（Bloody Butterfly、2001年）＊Onna名義、2枚組CD
- 片羽 [Katawa]（P.S.F. Records、2007年）＊Onna名義、CD
- Onna（Holy Mountain、2009年）＊Onna名義、コンピレーションCD
- Japanese Original Rock Style（Pataphysique Records、2016年）＊Miyanishi Keizo The Hundred Devils名義、2枚組CD

## その他
- ザ・スターリンが1981年に発表したアルバム『trash』のジャケットイラストを手掛けた。
- ワルシャワの幻想 スピリタス - 株式会社都商会[3]が輸入・販売するウォッカ（中性スピリッツ）のボトルラベルにザ・スターリンのレコードアルバムtrashのジャケットデザインを採用した。

## 師匠
- 真崎守